# خوتارما (مرحمت)
خوتارما هي بلدة في مقاطعة مرحمت في ولاية أنديجان في أوزبكستان.